# Amblyseius calidum
Amblyseius calidum är en spindeldjursart som beskrevs av Khan, Afzal och Akbar 2000. Amblyseius calidum ingår i släktet Amblyseius och familjen Phytoseiidae. Inga underarter finns listade i Catalogue of Life.